# Вікторія Пендлтон
Вікторія Пендлтон  (англ. Victoria Pendleton, 24 вересня 1980) — британська велогонщиця, олімпійська чемпіонка.

## Виступи на Олімпіадах
| Олімпіада   | Дисципліна     | Місце |
| ----------- | -------------- | ----- |
| Афіни 2004  | спринт         | 9     |
| Афіни 2004  | гіт 500 метрів | 6     |
| Пекін 2008  | спринт         | 1     |
| Лондон 2012 | кейрін         | 1     |
| Лондон 2012 | спринт         | 2     |